# 牧場物語 精靈驛站
《牧場物語 精靈驛站》（又译作）由MMV開發並出版，是牧場物語系列在任天堂NDS掌機平台上的第一款作品，有人認為本作是MMV匆忙為對應任天堂當時的新掌機任天堂DS而開發，此遊戲大部份道具等物品均由GBA版的牧場物語移值過來。

## 介紹
此遊戲本身最大特色就是需要以不斷工作從而令101隻小矮人返回這世界。除此之外，本作中在谷中很多地方均有耕地，每幅耕地均有不同的土攘，不同的土攘會令作物的出生時間變快或減慢，其中最好土攘就是在瀑布後的山洞中的耕地，但遊戲初期不易到手。此作中亦加入一些令人可更快就完成事情的工具(雖然小矮人也可達到那個，但是小矮人不是工具)，令各位「牧場主人」變得更懶惰，也變得更容易破關(除了工具外，Bug也是一個令各位「牧場主人」變得更懶惰，也變得更容易破關的)【男版限定】。

## 故事概要(男版)
本作的舞台是礦石鎮旁邊的「忘憂谷」在牧場物語．美麗人生的100年後的某日，魔女與女神決鬥後，魔女十分憤怒，剛好知道女神出現，魔女在憤怒的情況下，施了石化的魔法，其後更把精靈們與女神一同送往異世界，此時主角出現魔女面前，主角要付起拯救精靈和女神的責任，牧場的生活也開始了……

## 故事概要(女版)
本作的舞台是礦石鎮旁邊的「忘憂谷」的100年後的某日，主角的父親剛去世，女神前來安慰，並說主角再懶下去天國的父親會很傷心，又說自己也會放棄不管她父親的願望，因此解怒了神，把女神石化後，和精靈一起送往異世界，魔女前來交了信，要救出女神就要努力工作…主角的生活也開始了。

## 特色
本作能夠與GBA「牧場物語 礦石鎮的伙伴們」進行聯機，在忘憂谷出現礦石鎮的村民，可以與他們談戀愛，並且，在生活上加上更多色彩。
女孩版有兩個女主角可以選擇，一是GBA「牧場物語 礦石鎮的伙伴們 女孩版」的金髮女孩，另一個是NGC「牧場物語 美妙人生 女孩版」的啡髮馬尾女孩。
結婚候選人史上最多的一作，男孩版有14人，女孩版有11人。

## 農具升級
農具升級與GBA版的一樣，不過是用家裏的電話來。
- 黑色(初等)農具初期入手。
- 金農具用金去升級。

其他的如此類推。
灰色=鐵(基本)
銅色=銅[1]
銀色=銀[1]
金色=金[1]
藍色=秘銀[1]
[1]代表第1個礦洞
黑色=詛咒[3]
橙色=祝福[3]
綠色=賢者[3]
[3]代表第3個礦洞

## 動物
本作的動物新增了鴨，並會有雞、牛和羊，並可以參加比賽。
雞
在雞小屋裡，最多可以飼養四隻雞，健康的話，可以每天生產一顆蛋，放牧時不用餵飼。
鴨
在雞小屋裡，最多可以飼養四隻鴨，必須要有水池才可以購買，每2天可以生產鴨蛋放牧時不用餵飼。
牛
在動物小屋，最多可以飼養四頭牛，健康的話，可以每天生產一瓶牛奶，放牧時不用餵飼。
羊
在動物小屋，最多可以飼養四頭羊，健康的話，每5天會生產羊毛，放牧時不用餵飼。

## 人物介紹
主角

### 新娘候補
塞蓮娜（セレナ）
簡介：茶色長髮，貝斯的侄女，美妙人生—西比利亞的後代，經營著種子店，店內售賣種子，由於身體虛弱，下雨時只          好留在家裡，好朋友是卡莉，情敵是馬修。
喜歡的東西:蛋糕、咖喱料理、刺身、钻石
娜斯卡（ナスカ）
簡介：紅色短髮，美妙人生—娜美的後代，性格冷酷，雖然與露沒任何關係，但是對露就像母親一樣，喜歡到處旅遊。
喜歡的東西:奶汁烤饭、葡萄、葡萄汁、春夏秋冬太阳、咖喱饭、天麸罗
莉歐娜（レオナ）
簡介：茶色短髮，是美妙人生—魯美娜的後代，是千金小姐。
喜歡的東西:草莓牛奶、消闲茶、钻石、彩虹咖喱、究级咖喱、至高咖喱、香水
穆（ムー）
簡介：黃色卷髮,是镇上酒吧的女招待
喜歡的東西:苹果派、葡萄酒、钻石、彩虹咖喱、究级咖喱、至高咖喱、首饰
芙琳(フレン)
簡介：教授的助手，照顾着他的衣食住行
喜歡的東西:彩虹咖喱、咖喱料理、钻石、古代鱼化石

### 新郎候補
亚修(アッシュ)
簡介：黑色短髮,是农场青年。
喜欢的东西:酒、年糕
罗密欧(ロミオ)
簡介：黃色短髮,住在旅店
喜欢的东西:钻石、奶酪
古斯塔(グスタ)
簡介：戴着一頂綠色帽子,是吟游诗人
喜欢的东西:咖喱饭、彩虹咖喱、腌萝卜
卡因(カーイン)
簡介：黑色卷髮,是一名教授
喜欢的东西:谜之石版、刺身
修達納
簡介:銀髮，怪盜
出現:晴天, p.m.10:10 從右邊那條路到忘憂谷
喜歡的東西:至高咖哩

## 結婚條件
- 其中一個候選人必定要紅心。
- 精靈救出60個或以上，女神也會救出。
- 購買大床。
- 在雜貨店購入青色羽毛
- 以上條件達成後，給對方青色羽毛，求婚後7天結婚。

## 增築一
- 自家  LV.1初期 LV.2整理櫃、電冰箱、道具箱、化飾箱、廚房 LV3.浴室、洗手間和地下室
- 地下室 共3層
- 浴室
- 洗手間
- 動物小屋[1]
- 家畜小屋[1]

([1]建築上限共7間)
- 磨菇小屋
- 加工小屋
- 糧草倉庫
- 木材放置處
- 石材放置處
- 黄金資材放置處
- 池
- 別墅(建前需以9億買下小島)

## 遊戲的bug
本遊戲的bug較多，尤其是男孩bug版，雖然修正版已經修正男版的bug，但是也有其他bug，女版bug較少。

### 男版bug版
- 在馬身上搾奶，有機會搾出「馬奶」，但遊戲中並沒有馬奶
- 在旅館把任何物件賣給商人，而點否的物件會消失
- 出城bug

### 女版
- 精靈賭幣刷10億
- 不能看信件/收信（美版限定）